# 尤宁森特 (南达科他州)
尤宁森特（英語：Union Center）是位于美国南达科他州米德县的小型乡村社区，为非建制地区，于2010年6月10日被指定为美国人口普查局参与统计区域计划的一部分。在2000年的人口普查中，该地区数据并未单独统计，但计划在2010年的人口普查中纳入此项。该地区涵盖邮政编码57787，并设有一个邮局以及三家小型企业。尤宁森特于1927年由美国全国农场主协会创立，是其在南达科他州的首批组织之一。